# Hirschricht
Hirschricht ist ein bayerischer Weiler, der zur Gemeinde Birgland im Oberpfälzer Landkreis Amberg-Sulzbach gehört.

## Geografie
Der Weiler im Norden des Oberpfälzer Jura ist einer von 42 amtlich benannten Gemeindeteilen der Gemeinde Birgland im westlichen Teil der Oberpfalz. Das auf einer Höhe von 552 m ü. NHN gelegene Hirschricht ist etwa sechs Kilometer von dem ostnordöstlich liegenden Pfarrdorf Illschwang entfernt, in dem die Birglander Gemeindeverwaltung ihren Sitz hat.

## Geschichte

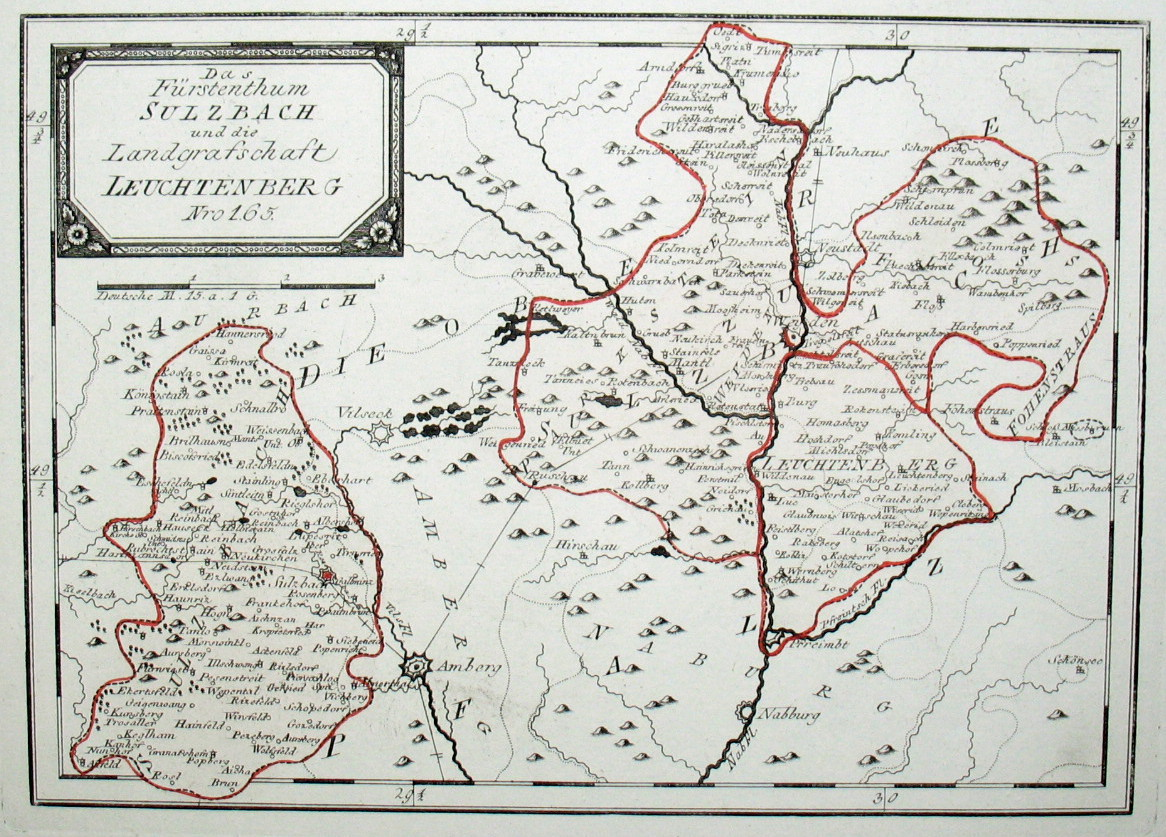
Das Territorium des Herzogtums Sulzbach mit dem Gebiet des Landrichteramtes Sulzbach im Südwesten

Zum Ende des Heiligen Römischen Reiches unterstand der bis 1777 kurpfälzische Weiler der Landeshoheit des Kurfürstentums Pfalzbaiern. Er gehörte dabei zum Landrichteramt Sulzbach, dem südwestlichen Teil des wittelsbachischen Herzogtums Sulzbach. Im Rahmen des im Herzogtum Sulzbach seit 1652 geltenden Simultaneums waren die evangelischen Einwohner des damals aus zwei Anwesen bestehenden Ortes nach Fürnried gepfarrt, die katholischen Einwohner der Pfarrei in Heldmannsberg zugeordnet.
Durch die Verwaltungsreformen zu Beginn des 19. Jahrhunderts im Königreich Bayern wurde Hirschricht mit dem Zweiten Gemeindeedikt im Jahr 1818 ein Bestandteil der Landgemeinde Schwend, zu der auch die Orte Aicha, Baumgarten, Betzenberg, Dickatshof, Leinberg, Leinhof und Riedelhof gehörten. Während der ersten Hälfte des 19. Jahrhunderts kamen Ödhaag, Ödthal und Schwenderöd dazu, die Neugründungen oder Ausbrüche bestehender Gemeindeteile waren. Im Zuge der kommunalen Gebietsreform in Bayern in den 1970er Jahren wurde Hirschricht zusammen mit der Gemeinde Schwend am 1. Juli 1972 in die neu gebildete Flächengemeinde Birgland eingegliedert. Im Jahr 1987 zählte das aus vier Anwesen bestehende Hirschricht 20 Einwohner.

## Verkehr
Eine aus dem Ostnordosten von der Kreisstraße AS 3 kommende Gemeindeverbindungsstraße durchquert den Ort und führt südwärts weiter nach Baumgarten. Der ÖPNV bedient den Weiler an einer Haltestelle der Buslinie 66 des VGN. Der am schnellsten erreichbare Bahnhof befindet sich in Sulzbach-Rosenberg an der Bahnstrecke Nürnberg–Schwandorf.